# Sungai Renah
Sungai Renah is een bestuurslaag in het regentschap Kerinci van de provincie Jambi, Indonesië. Sungai Renah telt 708 inwoners (volkstelling 2010).